# Apere
L'Apere (in spagnolo Río Apere) è un fiume della Bolivia che scorre nel Dipartimento di Beni. Nasce dalla confluenza dei fiumi Cabito e Cuberene e scorre in direzione nord-est per circa 369 km gettandosi, infine, nel fiume Mamoré.